# (563) Suleika
(563) Suleika est un astéroïde de la ceinture principale.

## Description
(563) Suleika est un astéroïde de la ceinture principale découvert par Paul Götz le 6 avril 1905 à Heidelberg.
Il a été ainsi baptisé en référence au personnage de Suleika, qui apparait dans le chapitre Parmi les filles du désert de l'ouvrage Ainsi parlait Zarathoustra, écrit par le philosophe Friedrich Nietzsche (1844-1900). Avec Dudu, c'est le seul personnage féminin de l’œuvre.